# 猶太教保守派
猶太教保守派（英語：Conservative Judaism/ Masorti Judaism），是猶太教中介於正統派和改革派之間的溫和派，其前身是德國的猶太教歷史學派。
猶太教保守派起源于很多居於歐洲的猶太人對猶太教改革派的極端革新感到的不安。十九世紀末期，保守派運動興起，強調猶太傳統中良好的歷史質素。所羅門·謝克特（Solomon Schechter, 1850-1915）成為此運動的領導人物，他強調忠心於傳統的重要，指出只要在需要的時候才作更改。謝克特強調保存猶太民族才是維護其傳統及作出改善的唯一方法。基層的人的影響力不容忽視，其勢力在推動改革方面尤為顯著，例如，不同的會眾可以獨立決定應否採用樂器及遵守潔淨條例。
猶太教保守派原则上接受犹太教律法，卻认为其宗教的意义不應拘泥於形式而在于实践其中的精神。而《妥拉》是上帝在西奈山上授予給摩西的，但不是不变的真理，應因实情况不断变化，《塔木德》亦应灵活变通的实行。